# Les Méridiens et le Calendrier
Les Méridiens et le Calendrier est une étude de Jules Verne publiée en 1873.

## Histoire
À la suite de la publication du Tour du monde en quatre-vingts jours, la Société de géographie invite Jules Verne, lors de sa séance du 4 avril 1873, à faire une conférence.
Le texte parait d'abord dans le Journal officiel de la République française, no 101 du samedi 12 avril 1873, p. 2569-2570, puis dans le Journal d'Amiens, no 4968 du 14-15 avril 1873, p. 3, dans le quotidien Le Siècle le 29 avril 1874 et enfin dans la Bulletin de la Société de géographie de janvier-juin 1873 (p. 440). Il est repris le 1er avril 1875, légèrement modifié et sans titre, dans L'Explorateur. Journal géographique et commercial sous le patronage de la commission de la Société de géographie commerciale. 
Pierre Larousse en reprend de larges extraits dans son article consacré au Méridien dans son dictionnaire.

## Le texte
Jules Verne répond dans cette étude à une question soulevée par deux ingénieurs : quel est le méridien sur lequel se fait le passage d'un jour au jour suivant pour un voyageur accomplissant le tour du monde ?  Il rappelle qu'Edgar Poe a tiré parti de cette situation dans la nouvelle La Semaine de trois dimanches (Three Sundays in a Week) et que l'administration de la marine retire un jour de ration aux marins voguant vers l'ouest. Après quelques considérations sur l'histoire de la géographie liées aux datations des découvertes, il explique que le 180e méridien, compté à partir du méridien 0, est utilisé comme méridien compensateur dans le réglage des chronomètres de bord et cite une lettre que son ami le mathématicien Joseph Bertrand lui a envoyée pour résoudre ce problème.